# Angolaroezet
De angolaroezet (Myonycteris angolensis)  is een zoogdier uit de familie van de vleerhonden (Pteropodidae). De wetenschappelijke naam van de soort werd voor het eerst geldig gepubliceerd door  José Vicente Barbosa du Bocage in 1898.

## Voorkomen
De soort komt voor in Angola, Burundi, Kameroen, de Centraal-Afrikaanse Republiek, Congo-Kinshasa, Congo-Brazzaville, Kenia, Nigeria, Rwanda, Soedan, Tanzania, Oeganda en Zambia.